# Kacorlak
Kacorlak is een plaats (község) en gemeente in het Hongaarse comitaat Zala. Kacorlak telt 237 inwoners (2001).